# José Luis Zorrilla de San Martín

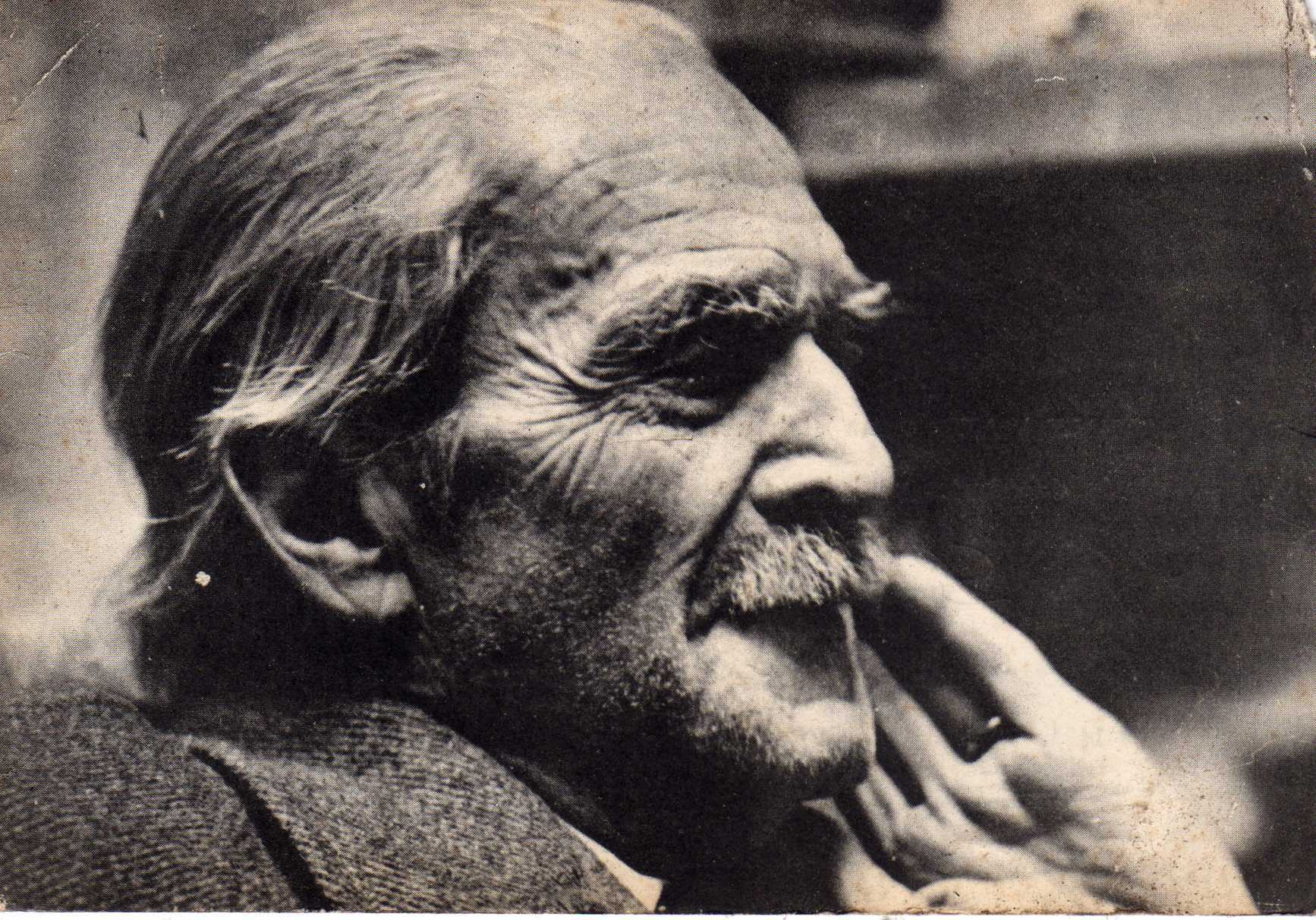
Imagem de José Luis Zorilla.

José Luis Zorrilla de San Martín (Madrid, 5 de setembro de 1891 — Montevidéu, 24 de maio de 1975) foi um pintor e escultor uruguaio. Seu estilo mescla elementos da estética barroca com o modernismo.
Ele era filho do escritor Juan Zorrilla de San Martín.